# Adelaide di Kiev
Adelaide di Kiev (nata Euprassia, in russo Евпраксия Всеволодовна?, Evpraksija Vsevolodovna, o anche Prassede di Russia) (Kiev, 1071 circa – Kiev, 20 luglio 1109) è stata imperatrice del Sacro Romano Impero dal 1089 al 1105 a seguito del matrimonio con l'imperatore Enrico IV.

## Biografia
Era figlia di Vsevolod I, gran principe di Kiev e sorella di Vladimir II Monomaco, principe della Rus' di Kiev, della dinastia Rurik.
Euprassia si sposò per la prima volta con Enrico I il Lungo, margravio della marca del Nord, figlio di Lotario Udo II.
Rimasta vedova nel 1087, senza figli, Euprassia andò a vivere nel convento di Quedlinburg dove incontrò Enrico IV, che allora era rex romanorum, questi rimase tanto impressionato dalla sua bellezza che, dopo la morte della sua prima moglie nel dicembre 1087, la sposò a Colonia il 14 agosto 1089. La scelta forse fu dettata dai suoi legami con l'aristocrazia sassone, dopo che questa si era sottomessa dopo la morte dei principali oppositori del sovrano, soprattutto di Gebeardo di Salisburgo e Burcardo II di Halberstadt, oltre che la sottomissione di Arduico di Magdeburgo e dell'anti-re Ermanno di Salm.
In concomitanza con l'incoronazione, prese il nome di Adelaide.
Secondo i cronisti di parte papale (nel contesto della lotta per le investiture), Enrico era coinvolto nella setta dei Nicolaiti le cui orge e rituali osceni avrebbe ospitato nei suoi palazzi; proprio queste accuse hanno tratto origine dall'ostilità tra Enrico e papa Urbano II.
Durante le sue campagne in Italia, Enrico portò Adelaide con sé e la tenne sequestrata a Verona; lei scappò nel 1093 e cercò rifugio a Canossa, dove chiese aiuto a Matilde di Toscana, nemica del marito.
Incontrò Urbano II e da questi sollecitata, fece una pubblica confessione dinanzi al concilio di Piacenza del 1095, accusando suo marito di averla segregata contro la sua volontà e di averla costretta a partecipare ad orge offrendola anche a Corrado (figlio di Enrico e della sua prima moglie) e di aver tentato di tenere una messa nera sul suo corpo nudo.
Queste accuse furono confermate da Corrado, che dichiarò che questa era la ragione per cui si era ribellato contro suo padre.
Entro l'anno fu concesso l'annullamento del matrimonio tra Adelaide ed Enrico, dal quale non erano nati eredi.
Adelaide lasciò l'Italia per l'Ungheria, dove visse fino al 1099, quando tornò a Kiev.  Dopo la morte di Enrico nel 1106 si fece monaca ed entrò in monastero, dove morì nel 1109.